# Todi
Todi település Olaszországban, Umbria régióban, Perugia megyében Lakosainak száma 15 682 fő (2023. január 1.). Todi Acquasparta, Avigliano Umbro, Fratta Todina, Gualdo Cattaneo, Marsciano, Massa Martana, Monte Castello di Vibio, Montecchio, San Venanzo, Baschi, Collazzone és Orvieto községekkel határos.

## Népesség
A település lakossága az elmúlt években az alábbi módon változott:

| 2018 | 16 606 |
| 2023 | 15 682 |

## Látnivalók

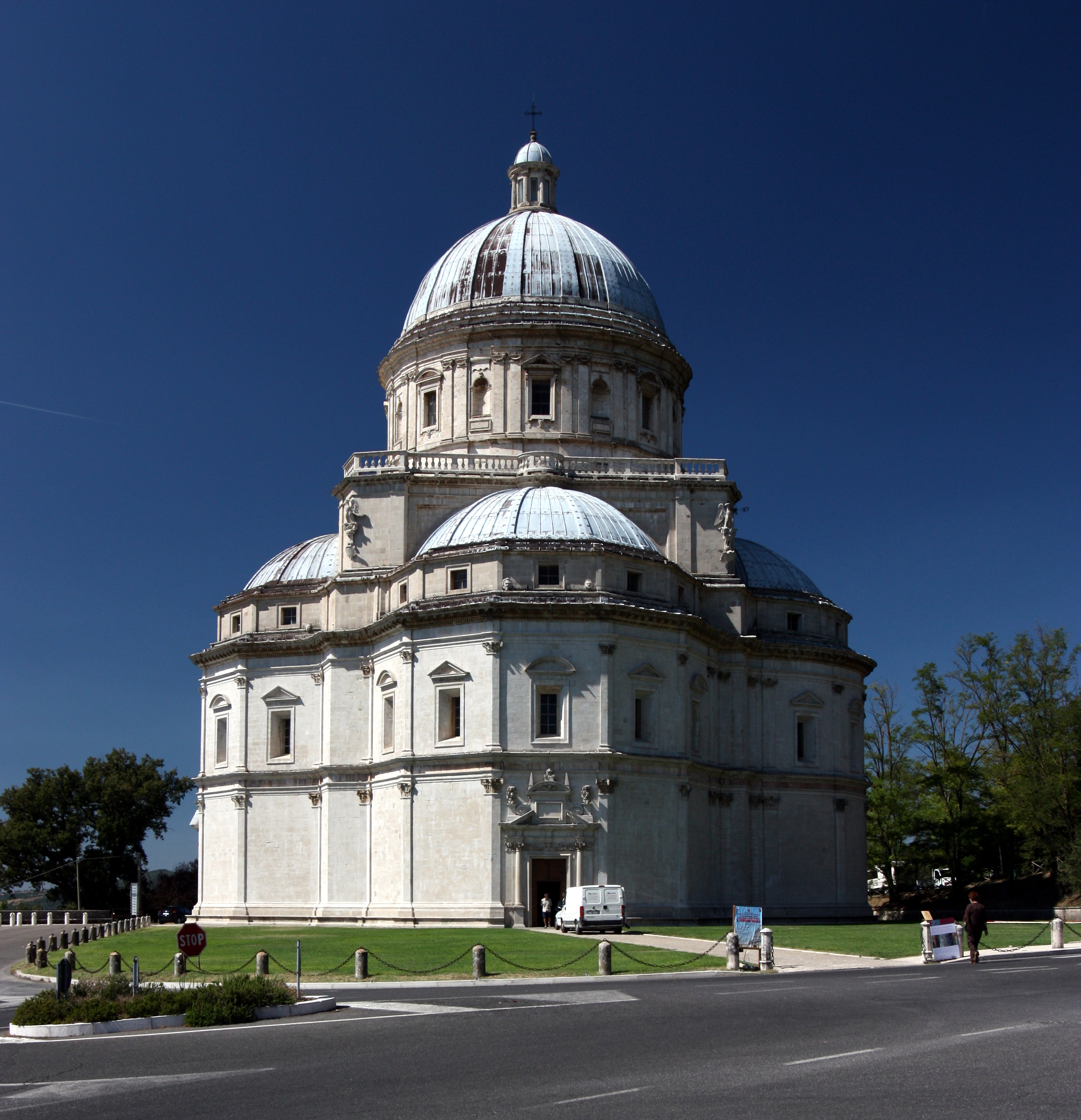
A Santa Maria della Consolazione, Donato Bramante műve

## A város szülöttei
- I. Márton pápa
- Giacomo Rossi Stuart, színész